# Trung ương Thiên quan

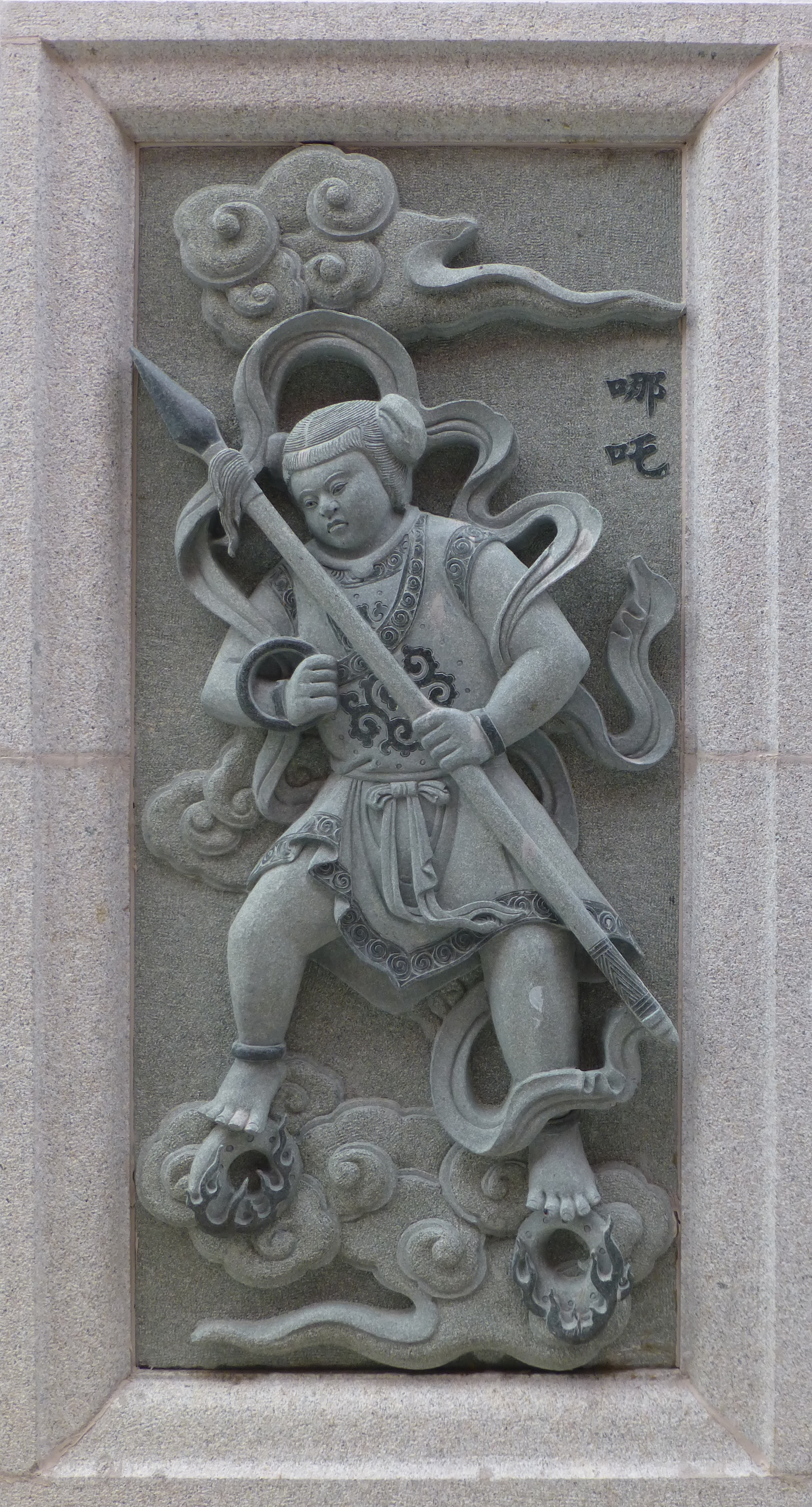
Na tra

Trung ương Thiên quan hay Thiên Tiên là các vị thần tiên có chức tước tại trên Thiên đình trong Đạo giáo và Thần thoại Trung Hoa:
- Ngọc Hoàng Thượng Đế: đứng đầu cai quản các vị Tiên trên Thiên đình.
- Tây Vương Mẫu
- Thần Nam Tào Và Thần Bắc Đẩu: là 2 vị thần luôn đứng cạnh Ngọc Hoàng Thượng Đế.
- Thiên Lý Nhãn, Thuận Phong Nhĩ: 2 vị thần có mắt nhìn xa nghìn dặm, có tai nghe những âm thanh theo gió.
- Kim Đồng, Ngọc nữ.
- Lôi Công, Kim Quang Điện Mẫu, Phong Bá, Vũ Sư: 4 vị thần làm sấm, chớp, gió, mưa.
- Du Dịch Linh Quan, Dực Thánh Chân Quân.
- Đại Lực Quỷ Vương: Vị quỷ vương có sức mạnh vô hạn.
- Thất Tiên Nữ.
- Thái Bạch Kim Tinh: sứ giả của Thiên đình, vị thần cai quản Kim tinh.
- Thiên Vương
- Hằng Nga Tiên Tử (Quảng Hàn Tiên Tử, Thường Nga), Ngọc Thố, Ngọc Thiềm (Thiềm Thừ): các vị tiên cai quản Nguyệt cung.
- Ngô Cương, Thiên Bồng Nguyên Soái, Thiên Hựu Nguyên soái.
- Quyển Liêm Đại Tướng
- Cửu Thiên Huyền Nữ.
- Thập Nhị Kim Thoa.
- Cửu Diệu Tinh Quân: Thái Dương, Thái Âm, Kim Tinh, Mộc Tinh, Thủy Tinh, Hoả Tinh, Thổ Tinh, La Hầu, Kế Đô.
- Nhật Du Thần, Dạ Du Thần.
- Vũ Đức Tinh Quân, Hựu Thánh Chân Quân.
- Tứ đại thiên sư
- Thác Tháp Lý Thiên Vương Lý Tịnh (Lý Thiên Vương). | Một phần của loạt bài về |
| Đạo giáo                 |
|                          |
| Học thuyết               |
| Nhân vật                 |
| Thần tiên                |
| Tông phái                |
| Điển tịch                |
| Động thiên phúc địa      |
| Khác                     |
| x t s                    |
- Kim Tra
- Mộc Tra (Huệ Ngạn Hành Giả).
- Tam Đàn Hải Hội Đại Thần Na Tra (Na Tra Tam Thái Tử).
- Cự Linh Thần.
- Nguyệt Lão.
- Tả Phụ Hữu Bật.
- Nhị Lang Thần (Dương Tiễn).
- Thái Ất Lôi Thanh Ứng Hoá Thiên Tôn Vương Thiện Vương Linh Quan.
- Tát Chân Nhân, Tử Dương Chân Nhân (Trương Bá Đoan), Văn Xương Đế Quân, Thiên Lung, Địa Á.